# La Crosse (Wisconsin)
La Crosse és una població dels Estats Units a l'estat de Wisconsin. Segons el cens del 2000 tenia 51.840 habitants.

## Demografia
Segons el cens del 2000, La Crosse tenia 51.818 habitants, 21.110 habitatges, i 10.217 famílies. La densitat de població era de 993,4 habitants per km².
Dels 21.110 habitatges en un 22% hi vivien nens de menys de 18 anys, en un 36,1% hi vivien parelles casades, en un 9,3% dones solteres, i en un 51,6% no eren unitats familiars. En el 37% dels habitatges hi vivien persones soles el 13% de les quals corresponia a persones de 65 anys o més que vivien soles. El nombre mitjà de persones vivint en cada habitatge era de 2,23 i el nombre mitjà de persones que vivien en cada família era de 2,93.
Per edats la població es repartia de la següent manera: un 18,8% tenia menys de 18 anys, un 24,4% entre 18 i 24, un 24,9% entre 25 i 44, un 17% de 45 a 60 i un 14,9% 65 anys o més.
L'edat mediana era de 30 anys. Per cada 100 dones de 18 o més anys hi havia 85,6 homes.
La renda mediana per habitatge era de 31.103$ i la renda mediana per família de 43.047$. Els homes tenien una renda mediana de 30.996$ mentre que les dones 22.076$. La renda per capita de la població era de 17.650$. Aproximadament el 7,8% de les famílies i el 17,2% de la població estaven per davall del llindar de pobresa.

## Poblacions més properes
El següent diagrama mostra les poblacions més properes.